# 通耶·拉森
通耶·拉森（挪威語：Tonje Larsen，1975年1月26日—），挪威女子手球运动员。她曾代表挪威参加1996年、2000年和2008年夏季奥林匹克运动会手球比赛，共获得一枚金牌和一枚铜牌。